# Frigento
Frigento là một đô thị (comune) thuộc tỉnh Avellino trong vùng Campania của Ý. Frigento có diện tích 37,75 km2, dân số là 4068 người (thời điểm ngày 1/5/2009).